# Chevrolet Cavalier
A Chevrolet Cavalier egy kompakt autó, melyet a General Motors gyártott 1981 és 2004 között. A kocsi története során három generációt különböztetünk meg, a modell az eladások szempontjából 1984-ben volt a legsikeresebb. A Toyotával kötött megállapodás részeként a General Motors rövid ideig exportált harmadik generációs Cavalier-ket Japánba, ahol Toyota Cavalier néven árulták őket, cserébe a Toyota Sprinterekért, melyeket Geo Prizmként kínált az amerikai gyár.

## Elődök
A Cavalier a Chevrolet Monzát váltotta, mely kétajtós kupé, háromajtós ferde hátú és háromajtós kombi változatban volt elérhető. Utóbbi ugyanazt a karosszériát használta, mint az általa leváltott Vega kombi verziója. A hasonló felépítésű, olcsó Chevette gyártása néhány évig még folytatódott az iránta mutatott érdeklődés folyamatos csökkenése ellenére is és végül a Suzuki Swiftre épülő Geo Metro váltotta. Az előbbi Chevrolet modellek mind hátsókerék-meghajtásúak voltak, de ekkorra új trend volt kialakulóban az amerikai autógyártásban, mely az elsőkerék-hajtást favorizálta. Erre jó példa volt a Dodge Omni, de a Ford és a Chrysler is készített elsőkerék-meghajtású autókat, így a Chevrolet is így tervezte meg a Cavalier-t. A kocsi kétajtós kupé, négyajtós szedán, négyajtós kombi, háromajtós ferde hátú és kétajtós kabrió karosszériával volt kapható. A Cavalier sikeresen kiegészítette a Chevrolet bevételeit a kompakt autók piacán, amire szükség is volt, mivel a Chevrolet Citation a vártnál gyengébben szerepelt.

## Első generáció
A Cavalier 1981-ben került be a Chevrolet kínálatába, mint 1982-es modell. Eleinte a kocsi kétféle karburátoros, négyhengeres, felső vezérműtengelyes motorral és kupé, szedán, kombi, valamint ferde hátú karosszériával volt kapható. A kabrió változat 1983-ban került bemutatásra, melyekből a kezdeti tesztidőszakra kevesebb ezer darabot gyártottak.
1983-tól a Cavalier-ket központi üzemanyag-befecskendezéses motorral szerelték, 1985-ben pedig egy V6-ossal bővült a kínálat. 1984-ben kisebb modellfrissítésen esett át a kocsi, melynek keretében kissé megújult a kinézete, többek között ikerlámpás fényszórókat kapott.

### Motorok
- 1982: 1,8 literes, soros négyhengeres, karburátoros L46 OHV
- 1983–1986: 2,0 literes, soros négyhengeres, központi üzemanyag-befecskendezéses LQ5 OHV
- 1987–1989: 2,0 literes, soros négyhengeres, központi üzemanyag-befecskendezéses LL8 OHV
- 1985–1989: 2,8 literes, V6-os, többpontos üzemanyag-befecskendezéses LB6 OHV

### Galéria

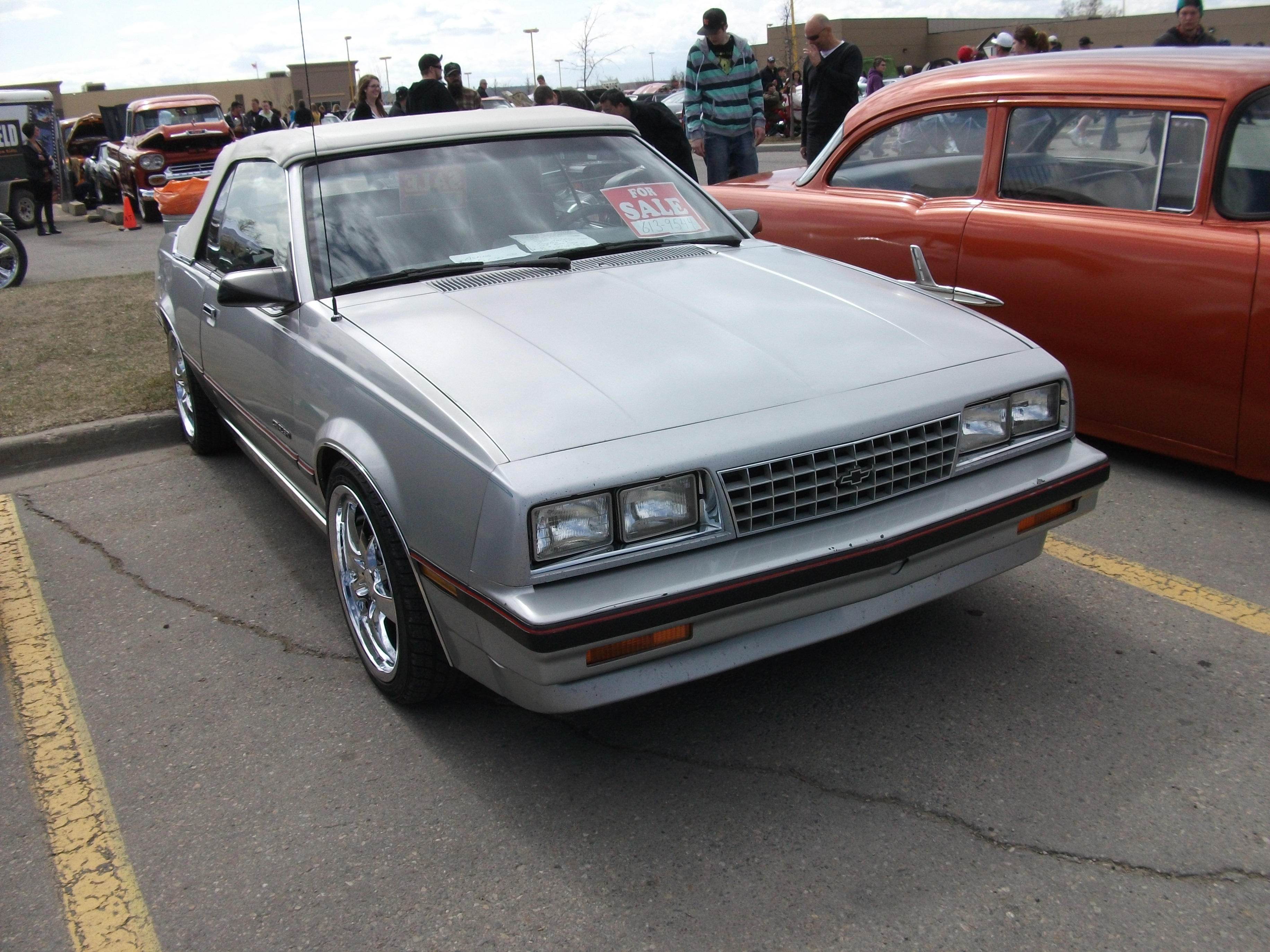
1984-es kabrió Cavalier
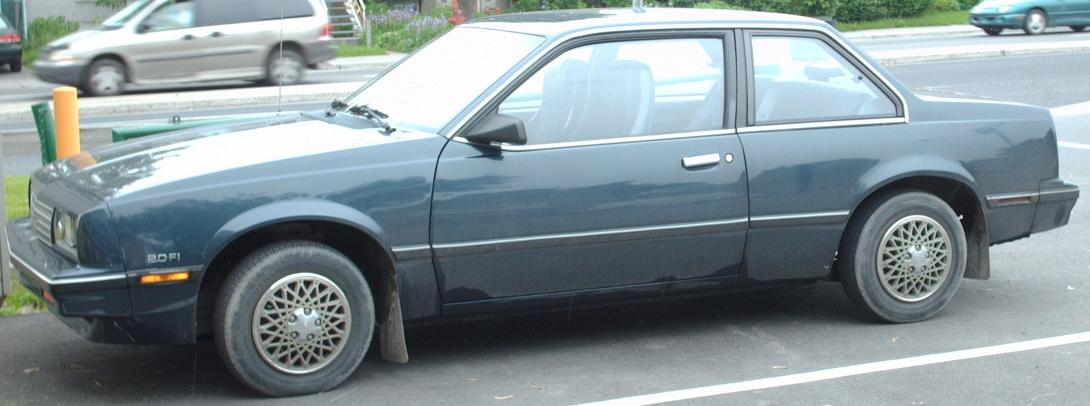
Kétajtós kupé változat
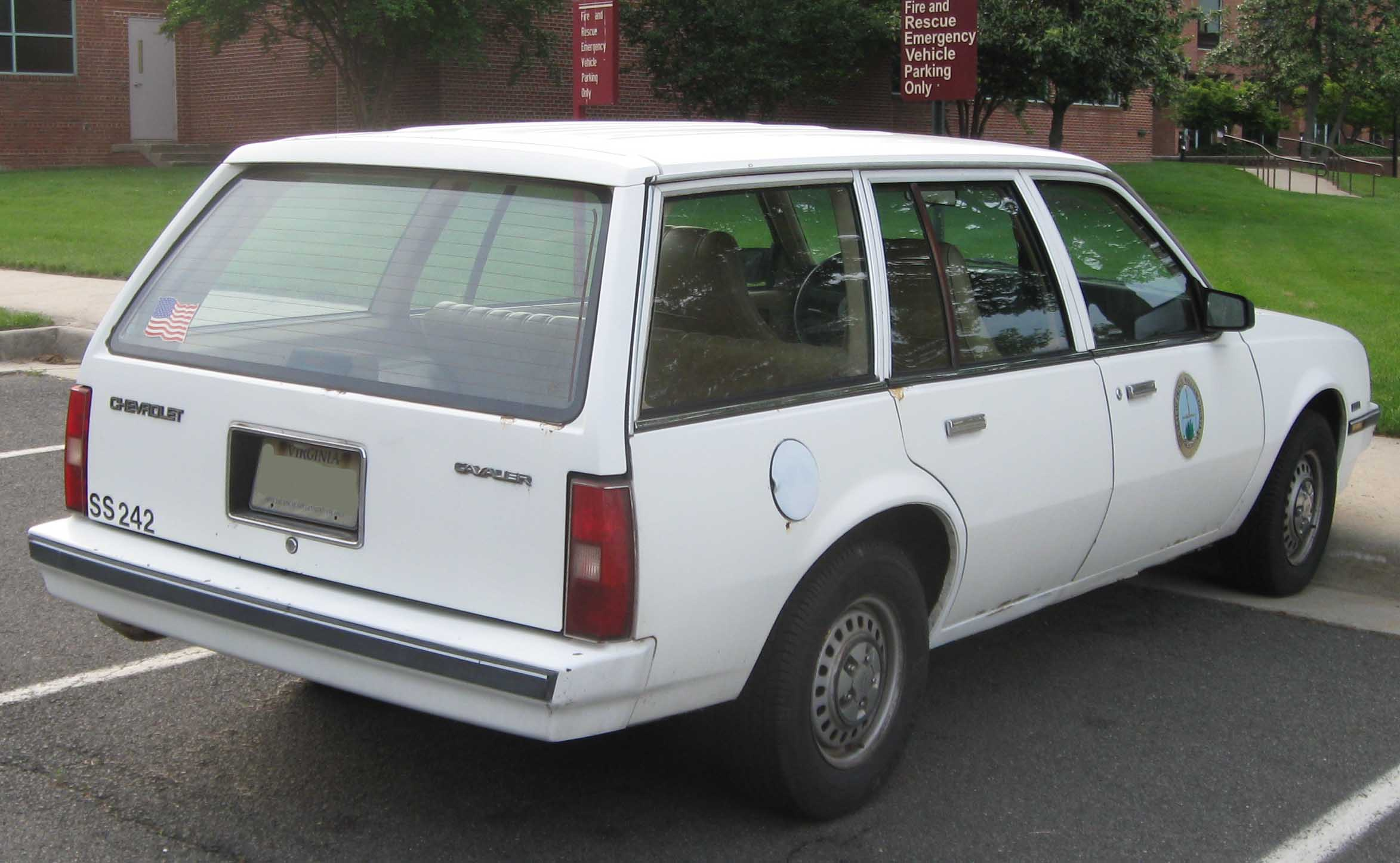
Kombi változat hátulról
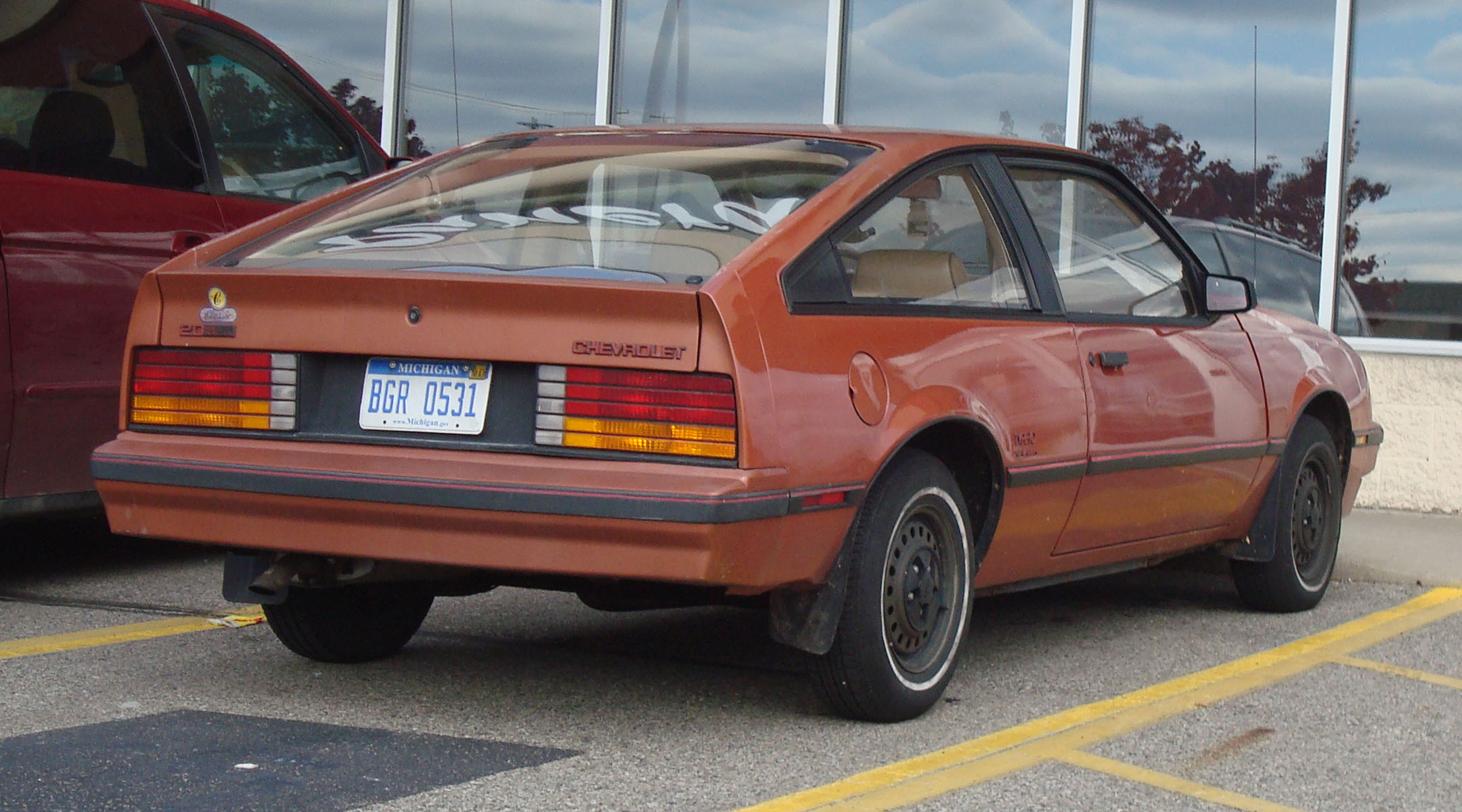
Ferde hátú Cavalier Type 10
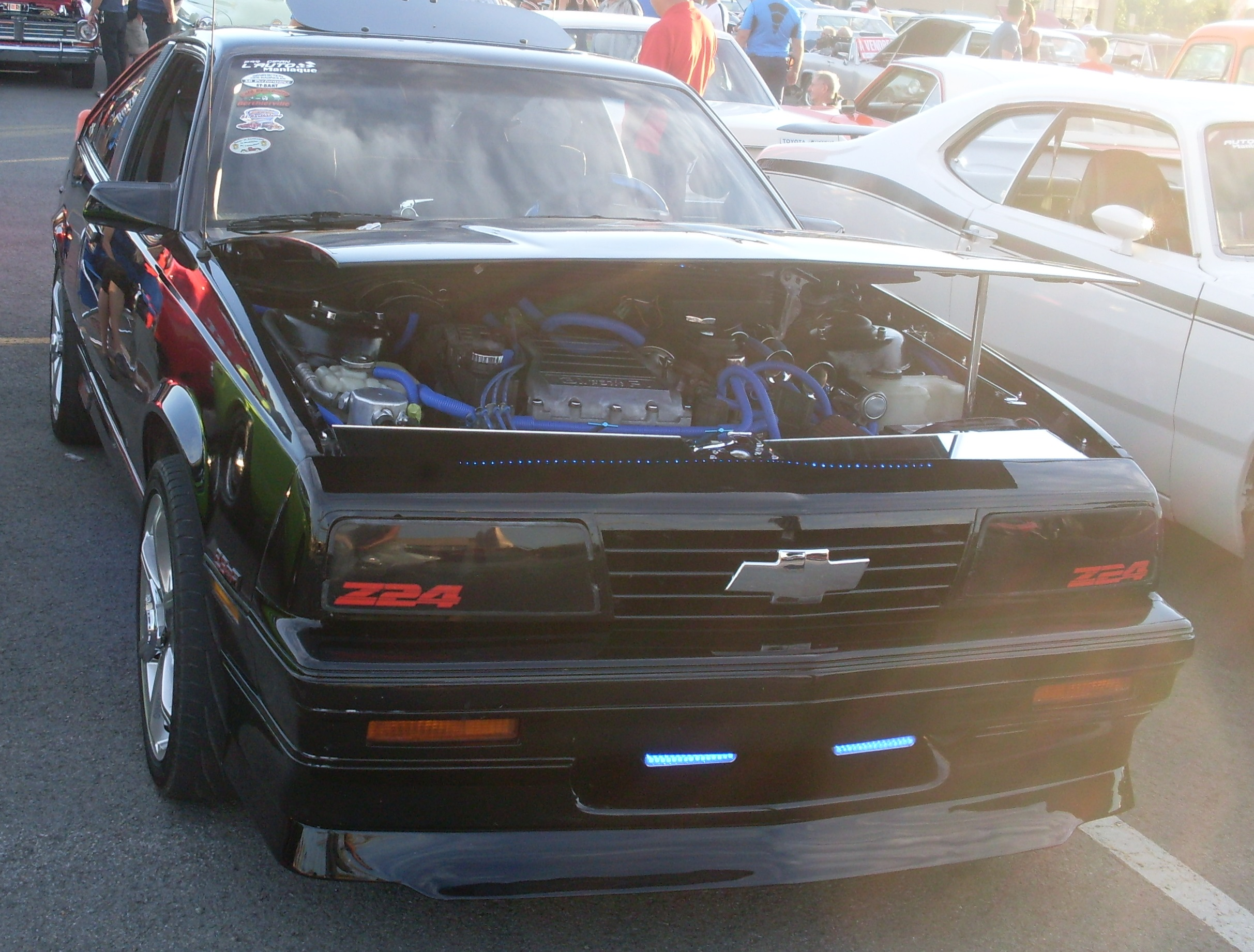
Tuningolt Cavalier Z24
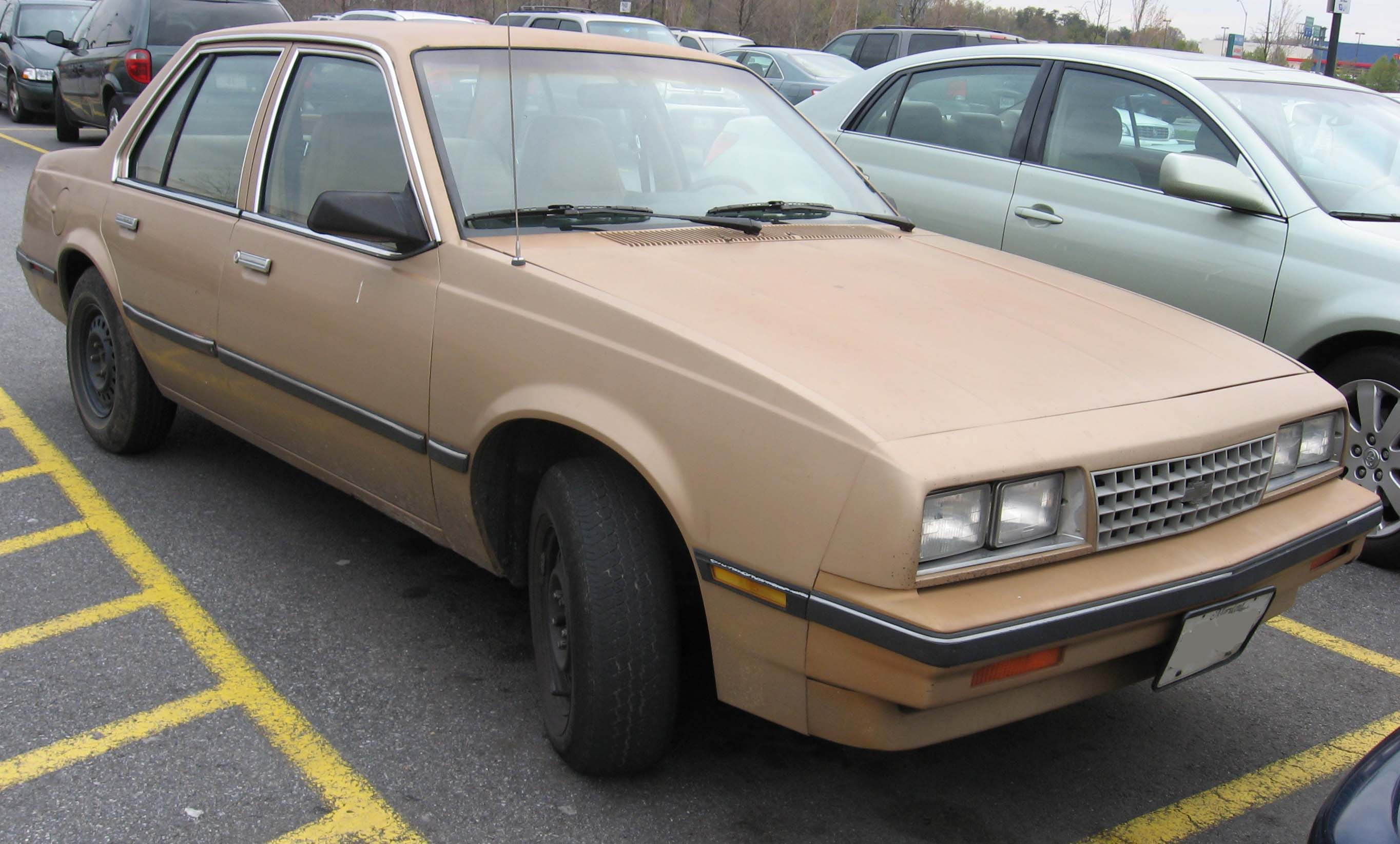
Szedán változat

## Második generáció
1988-ban került bemutatásra a Cavalier második generációja. A háromajtós ferde hátú kikerült a kínálatból, míg a kupé, a szedán, a kombi és a kabrió gyártása tovább folytatódott. A szedán és a kombi karosszériája az ajtóktól hátrafelé változatlan maradt, a kupé külseje azonban teljesen megújult. Ennek eredményeképp a kupé és a szedán hátulja egymástól eltérő volt. Az autó háromféle felszereltséggel volt kapható 1988-ban, melyek a VL, az RS és a Z24 nevet kapták. A kabrió kizárólag Z24 felszereltséggel volt megvásárolható. A VL és az RS modellek alapmotorja a 2,0 literes, soros négyhengeres, központi befecskendezésű motor volt, mely 90 lóerő (67 kW) leadására volt képes. Az RS felszereltséghez extraként rendelhető volt a 2,8 literes V6-os 125 lóerős (93 kW) motor, mely a Z24-esnél az alapfelszereltség része volt. A kétajtós változatok esetében az ötsebességes kézi sebességváltó volt az alap, a háromsebességes automata pedig extraként volt kérhető, a szedánnál és a kombinál viszont az automata volt az alap sebességváltó. Az RS és a Z24 felszereltséghez felárért kérhető volt digitális műszerfal.
1989-ben kissé átalakult és állítható magasságúvá vált a kormányoszlop, míg a hátsó utasok hárompontos biztonsági öveket kaptak. A 2,8 literes V6-os motor is kisebb átalakításokon esett át, melynek következtében teljesítménye 130 lóerőre nőtt.
1990-ben új alapmotort kapott a Cavalier, mely 2,2 literes volt és 95 lóerős (71 kW) teljesítmény leadására volt képes. A V6-os motor szintén megújult, 3,1 literes és 140 lóerős lett. A kabrió egy rövid időre kikerült a kínálatból, mivel a General Motors szerette volna megtervezni és piacra dobni a Chevrolet Beretta nyitott tetejű változatát és el akarta kerülni a belső versengést. Ez a terv azonban végül nem valósult meg, így folytatódhatott a kabrió Cavalier-k árusítása.

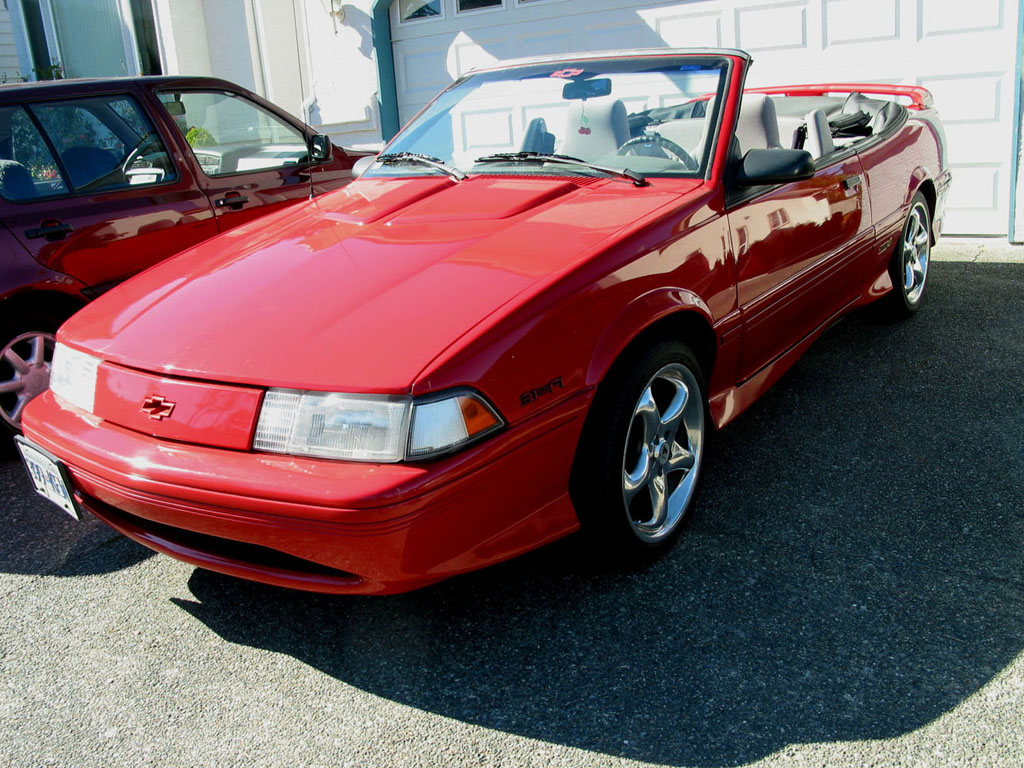
1993-as Z24 kabrió

A Cavalier 1991-ben átesett egy komolyabb modellfrissítésen, melynek keretein belül új motorháztetőt, lökhárítókat, fényszórókat, hátsó lámpákat, dísztárcsákat és felújított belső teret kapott, a karosszéria formája azonban változatlan maradt. Az egyik legszembetűnőbb változás az volt, hogy a motorhoz a lökhárítón kialakított réseken keresztül áramlott be a levegő, így az autó egy hűtőrács nélküli, Ford Taurushoz hasonló orrot kapott. Az új lökhárítók fényezetlenek voltak és szürke, fekete, valamint fehér színben voltak kérhetőek, de utóbbi csak a fehér autók esetében volt elérhető. A Z24 felszereltségű modellekhez kérhető volt állítható magasságú vezetőülés és CD-lejátszó is. A felszereltségi szintek hasonlóak voltak az első generációhoz, azzal a különbséggel, hogy a rövid szünet után az 1991-es év közepén visszahozott kabriók csak RS felszereltséggel, de V6-os motorral voltak kaphatók.
Az 1991-es modellfrissítés során új gyújtáskapcsolót is kapott a kocsi, melyhez duplatollú, a korábbihoz képest hosszabb és vastagabb kulcs tartozott. A változtatás oka az erősebb lopásvédelemre való törekvés volt, de sok panasz érkezett a gyakran meghibásodó gyújtáskapcsoló miatt, ezért az 1995-ös modellévre egy újabb duplatollú kulcsos gyújtáskapcsoló került az autóba.
1992-ben a 2,2 literes alapmotor többpontos üzemanyag-befecskendező rendszert kapott és teljesítményes 110 lóerőre (82 kW) nőtt. A kabrió RS mellett Z24 felszereltségben is kaphatóvá vált, a Z24-esben a V6-os volt az alapmotor, míg az RS-hez ezután már csak extraként volt rendelhető. Az ABS alapfelszereléssé vált minden Cavalier-ben, miután az ACDelco kifejlesztett egy olcsó rendszert. A központi zár szintén az alapfelszereltség része volt és úgy volt beállítva, hogy automatikusan bezárja az ajtókat, ha az automata sebességváltót a vezető kivette P (parkoló) fokozatból vagy ha az autó átlépte a 8 mérföldes óránkénti sebességet (13 km/h) manuális sebességváltó esetén.
Az 1993-as csak kis változásokat hozott, melyek közül az egyik legjelentősebb, hogy a kabriók is üvegből készült hátsó ablakokat kaptak, melyek így fűthetővé váltak. Emellett megváltoztak a lökhárítón található légbeömlő nyílások is, az utolsó alkalommal a második generáció esetében.
1994-ben már megkezdődött a következő generáció megtervezése, de ebben az évben még folytatódott a második generáció gyártása és értékesítése. A VL felszereltség kikerült a kínálatból a kombik esetében, a 2,2 literes motor pedig a Chevrolet Corsicáéhoz hasonlóan szekvenciális üzemanyag-befecskendező rendszert kapott és 120 lóerős lett. Ezen kívül kissé megváltozott a légkondicionáló kezelőpanelje és a központi zár is. Az ajtók továbbra is automatikusan bezáródtak, ha sebességbe tették a váltót, de automatikusan ki is nyíltak, ha a vezető leállította a motort.

### Galéria

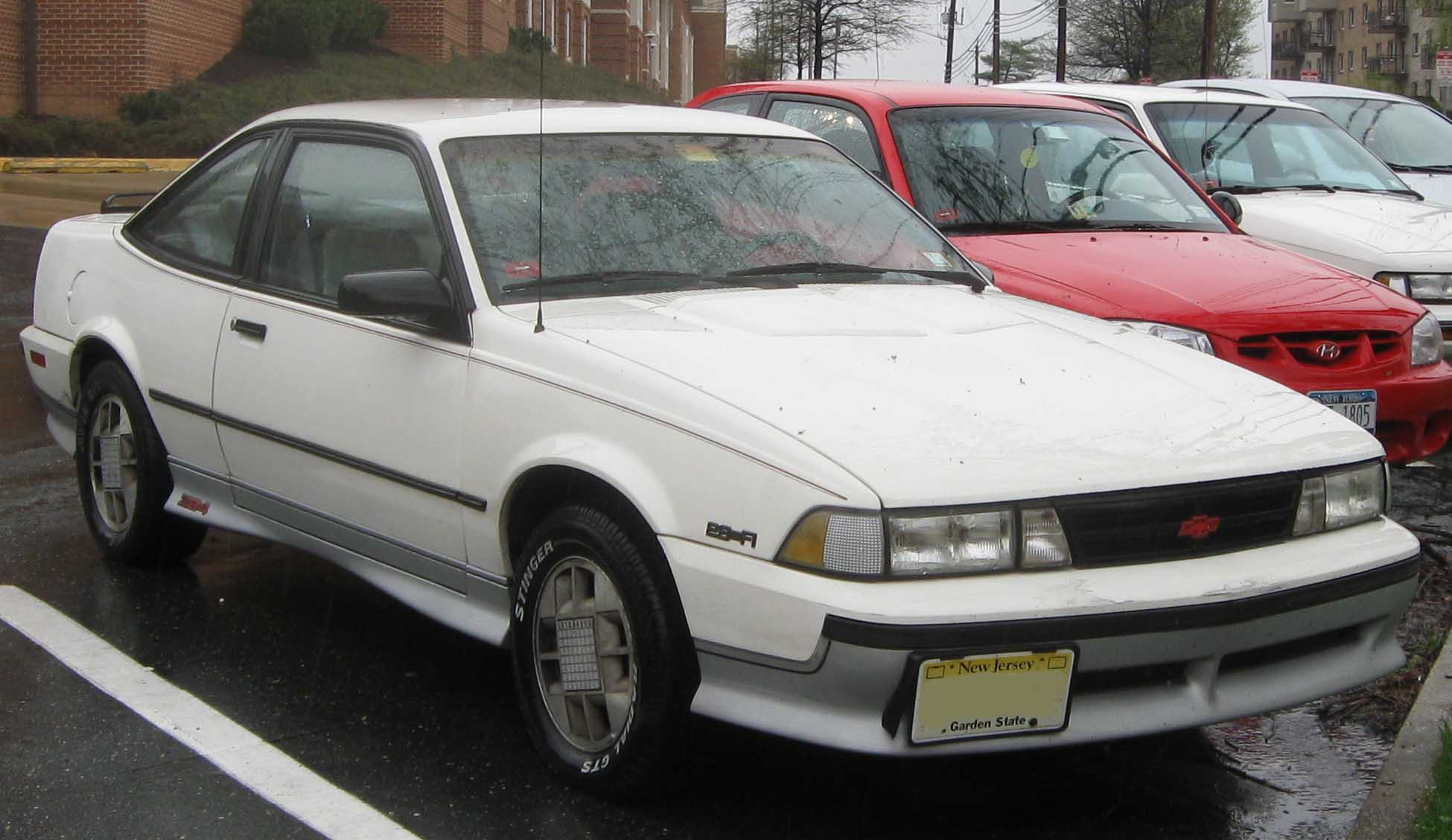
1988 és 1990 közötti Z24 kupé
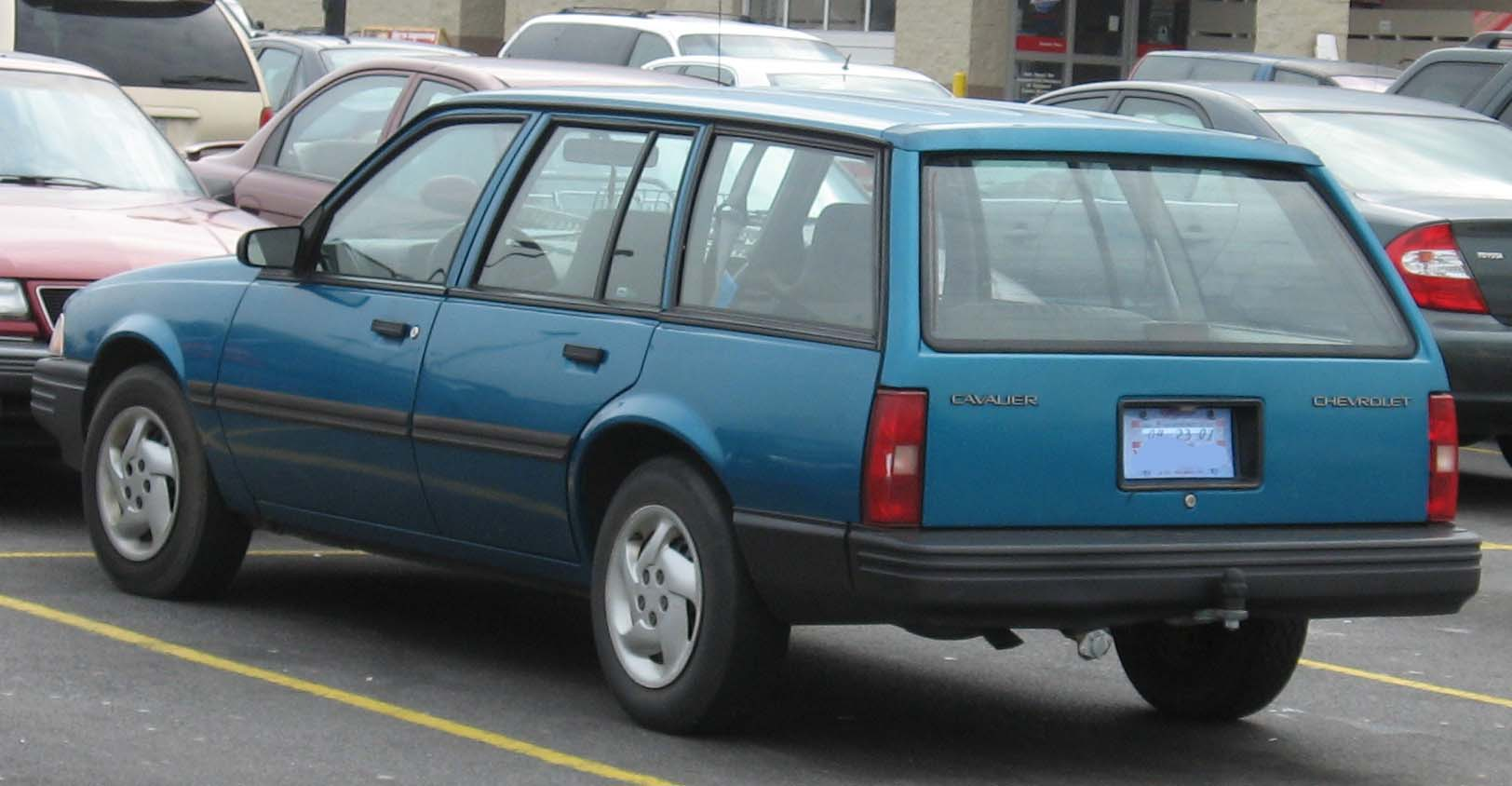
1991 és 1994 közötti kombi változat
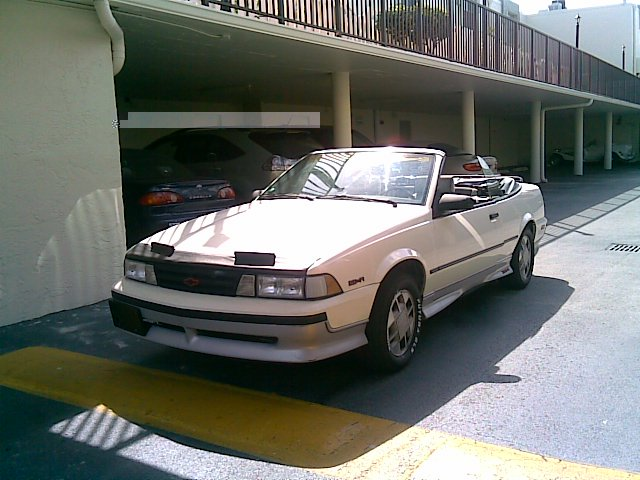
Kabrió változat
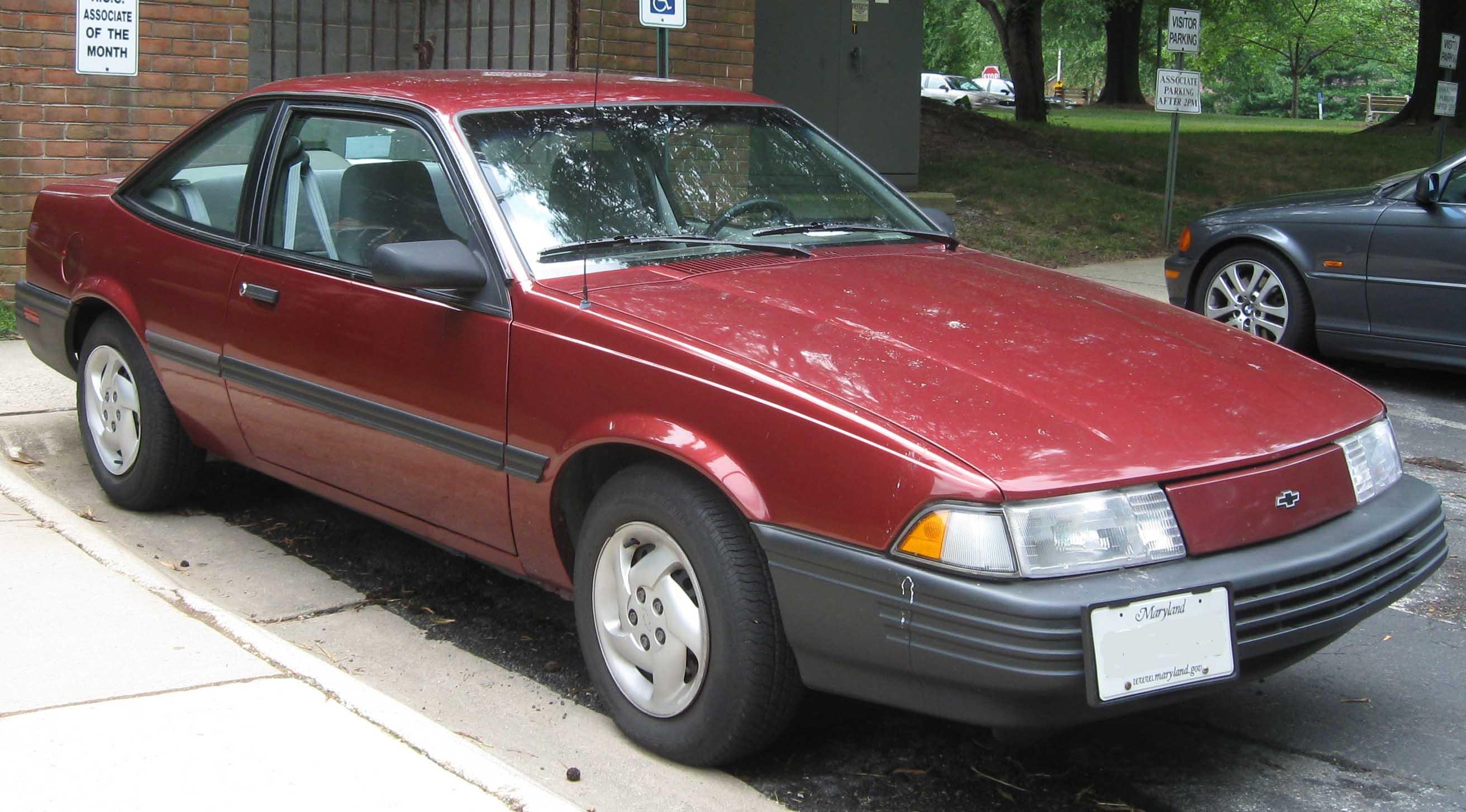
Modellfrissítés utáni, hűtőrács nélküli kupé
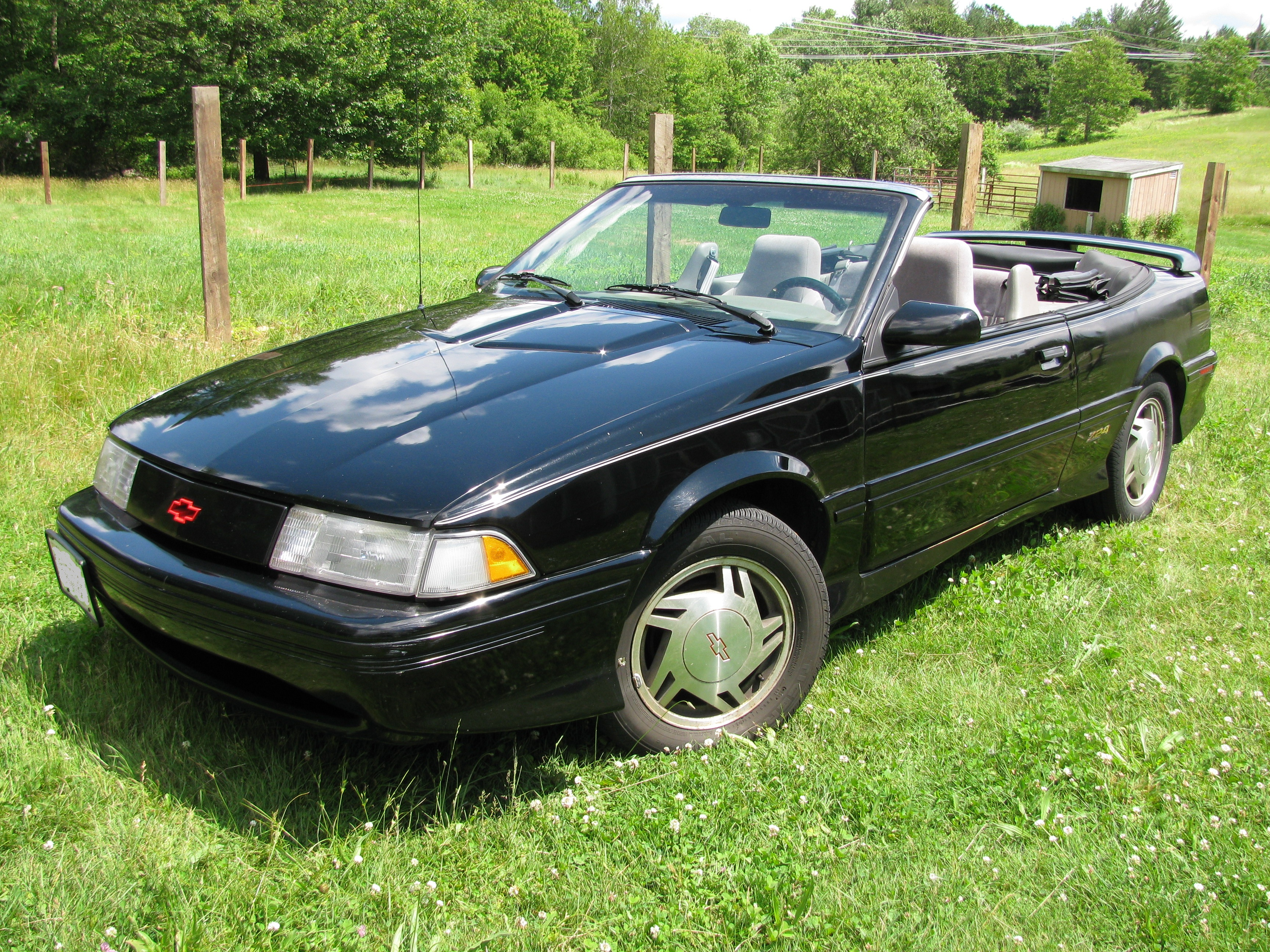
1994-es Z24 kabrió
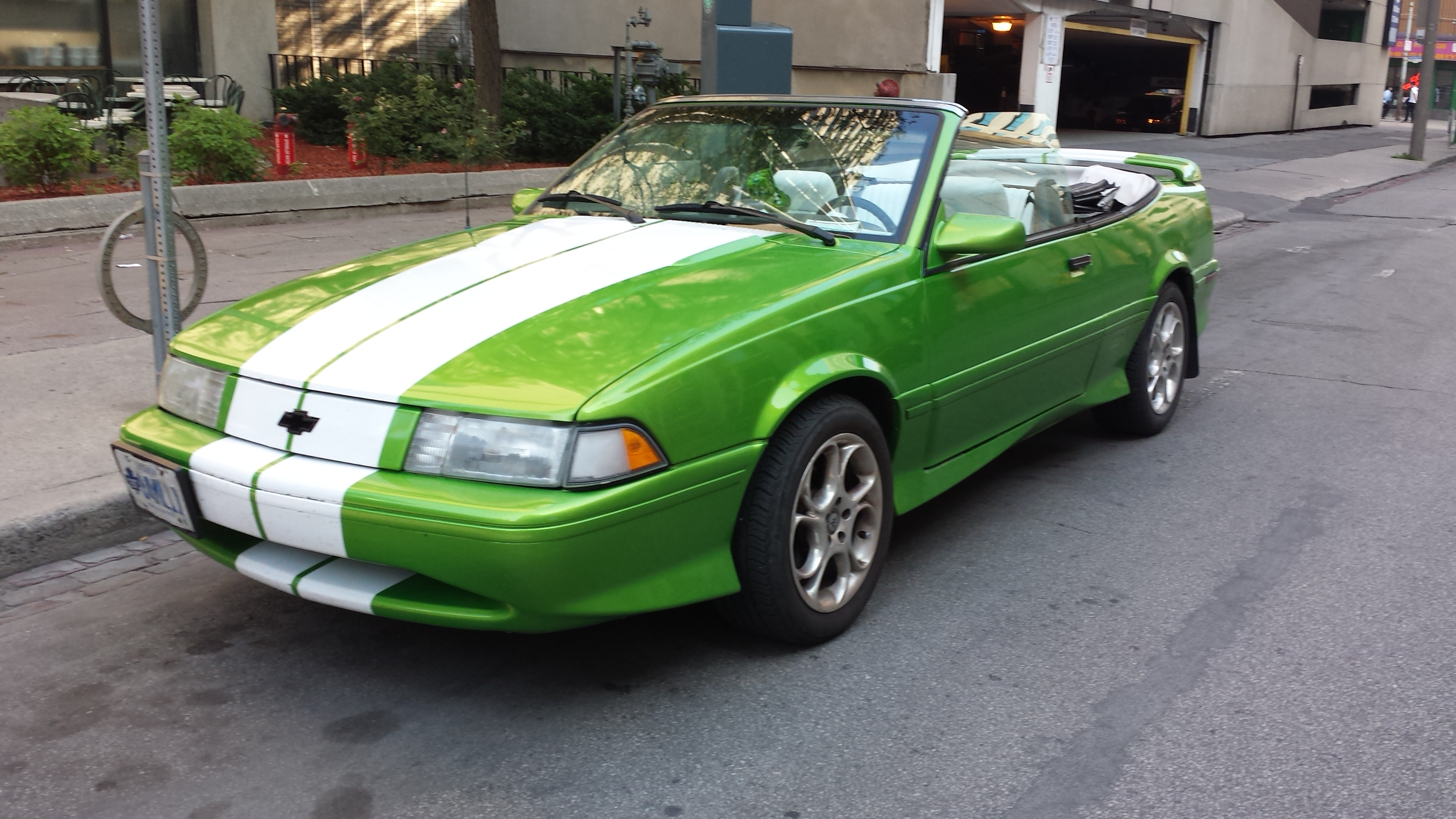
Egyedi fényezésű kabrió

## Harmadik generáció
A Cavalier 1995-ben esett át a legnagyobb modellfrissítésen, amikor az előzőeknél nagyobb és áramvonalasabb karosszériát kapott, melynek néhány elemét a negyedik generációs Chevrolet Camarótól és Caprice-tól vették át a tervezők. Néhány elem azonban megmaradt a korábbi generációból is, így például a lökhárítóban kialakított légbeömlőnyílások, a kupé alacsony övvonala és az alapmodelleken a színezetlen lökhárítók. Az új generációból már nem készült kombi változat, csak kabrió, kupé és szedán karosszériával volt elérhető az autó. Extraként 15 és 16 colos kerekekkel is rendelhető volt. 1997-re a Cavalier lett a General Motors legkelendőbb modellje.
A kocsi csak soros négyhengeres motorokkal volt kapható. Az első és második generáció által kínált V6-os motorokat szintén hasonló teljesítmény leadására képes soros négyhengeresek helyettesítették. A Base és RS felszereltségű modellekbe a korábbi generációban már megismert 2,2 literes OHV motor került, melyhez eleinte háromsebességes automata sebességváltó járt, de a kétajtósokhoz rendelhető volt ötsebességes manuális is, 1996-tól pedig megjelent az új, négysebességes automata váltó, mely minden felszereltségi szint esetében elérhető volt. A Z24-es változatokba 1995-ben egy 2,3 literes, dupla felső vezérműtengelyes motor került, ezt azonban 1996-ban leváltotta egy új, 2,4 literes, szintén dupla vezérműtengelyes erőforrás. Utóbbi 150 lóerős (112 kW) teljesítmény és 210 Nm-es nyomaték leadására volt képes és 2002-ig maradt használatban. 2000-ben az autó kisebb faceliften esett át, mely során nagyobb fényszórókat, nagyobb hűtőrácsokat és új ötküllős felniket kapott. Emellett a csomagtartón a "CHEVROLET" feliratot "CAVALIER"-re cserélte a gyár.

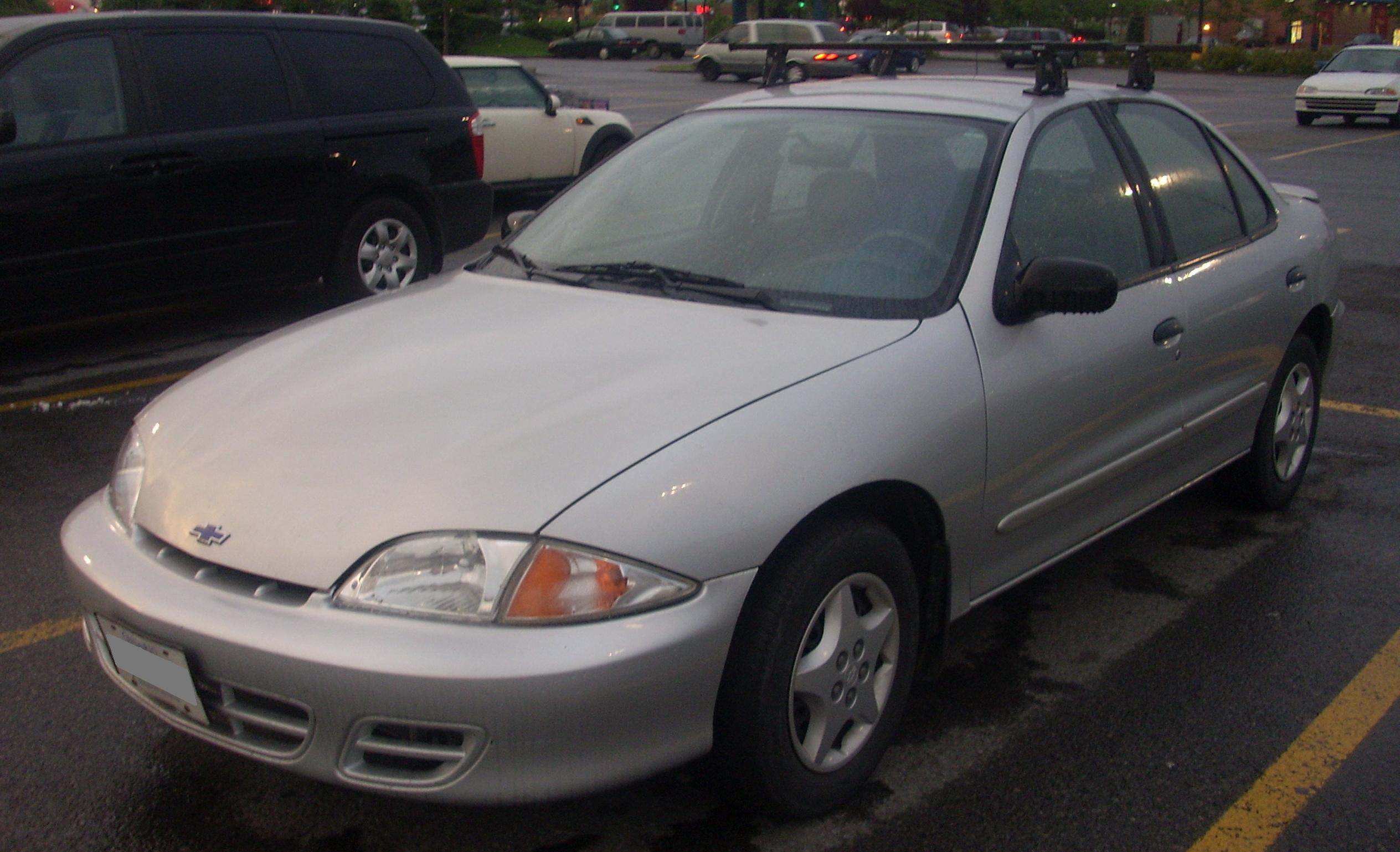
2000 utáni Cavalier szedán

A 2,4 literes motorhoz ötsebességes kézi Getrag F23 sebességváltó járt a Z24-es modelleknél, míg a négysebességes automata extraként volt rendelhető, mind a Z24, mind az LS felszereltség esetében. 2000-ig kizárólag a kétajtós modellekből készült Z24-es felszereltségű, melyekhez sportosan hangolt futómű, 16 colos könnyűfém felni és gazdagabban felszerelt belsőtér járt. Külsőleg a Z24-es felszereltségű autók nem sokban különböztek a többitől, mindössze sportosabb lökhárítókat és magasabb hátsó szárnyat kaptak. 2000-ben bemutatásra került a négyajtós Z24 Sedan, mely ugyanazokkal az extrákkal bírt, mint a kétajtósok, de karosszériája kevésbé tűnt sportosnak. A Z24-es felszereltség kissé megújult, előre szélesebb stabilizátor rúd került, az autó FE2 sportfelfüggesztést kapott a jobb kezelhetőség érdekében, az ABS pedig az elődhöz képest finomabbá vált. 2001-ben a 2,2 literes motorral szerelt alapmodellekből is kikerült a háromsebességes automata váltó és a négysebességes automata vette át a helyét, mely a leggyakoribb sebességváltóvá vált a Cavalier-kben. Az LS Sport modellekbe új, 2,2 literes Ecotec motor került, mely 140 lóerő (104 kW) és 200 Nm nyomaték leadására volt képes. Ezek az új motorok gazdaságosabbak voltak elődjeiknél és csaknem ugyanakkora teljesítmény leadására voltak képesek, mint a nagyobb és öregebb, 2,4 literes LD9-es kódú erőforrások. Az Ecotec motorok innentől kezdve egészen 2004-ig használatban maradtak a Cavalier-nél, amikor is az autó gyártása befejeződött, hogy átadja helyét a Chevrolet Cobaltnak.
A Z24-es változatokhoz kapható volt egy GM Eaton M45-ös kompresszor, melyet a General Motors fejlesztett ki és tesztelt, és kizárólag a GM kereskedőknél volt beszereltethető. A kompresszor körülbelül 40 lóerővel (30 kW) növelte a kocsi teljesítményét és 54 Nm-rel a nyomatékát, ami így akár 190 lóerőt (142 kW) és 264 Nm-es nyomatékot is eredményezhetett.

### Galéria

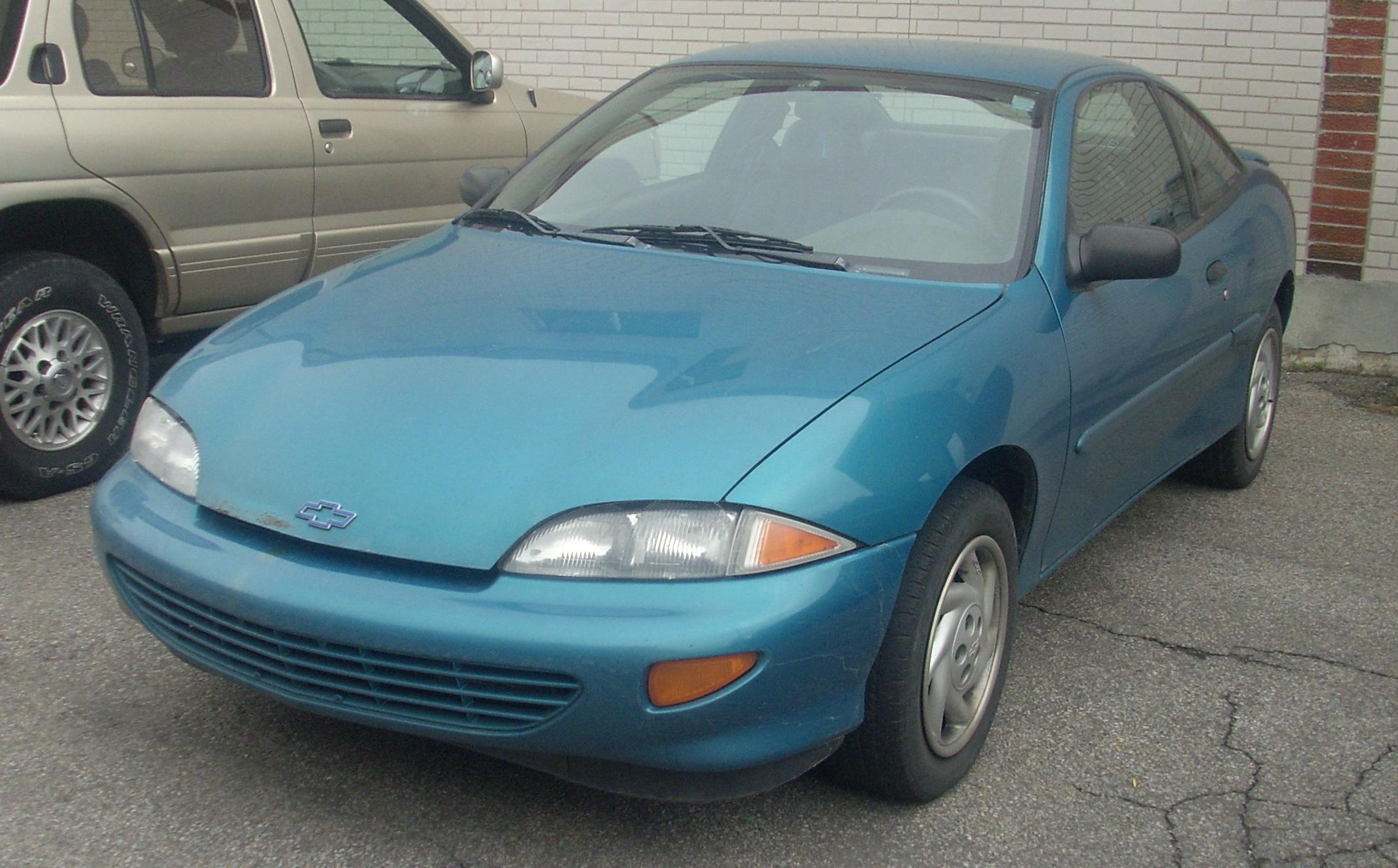
1995 és 1998 közötti kupé
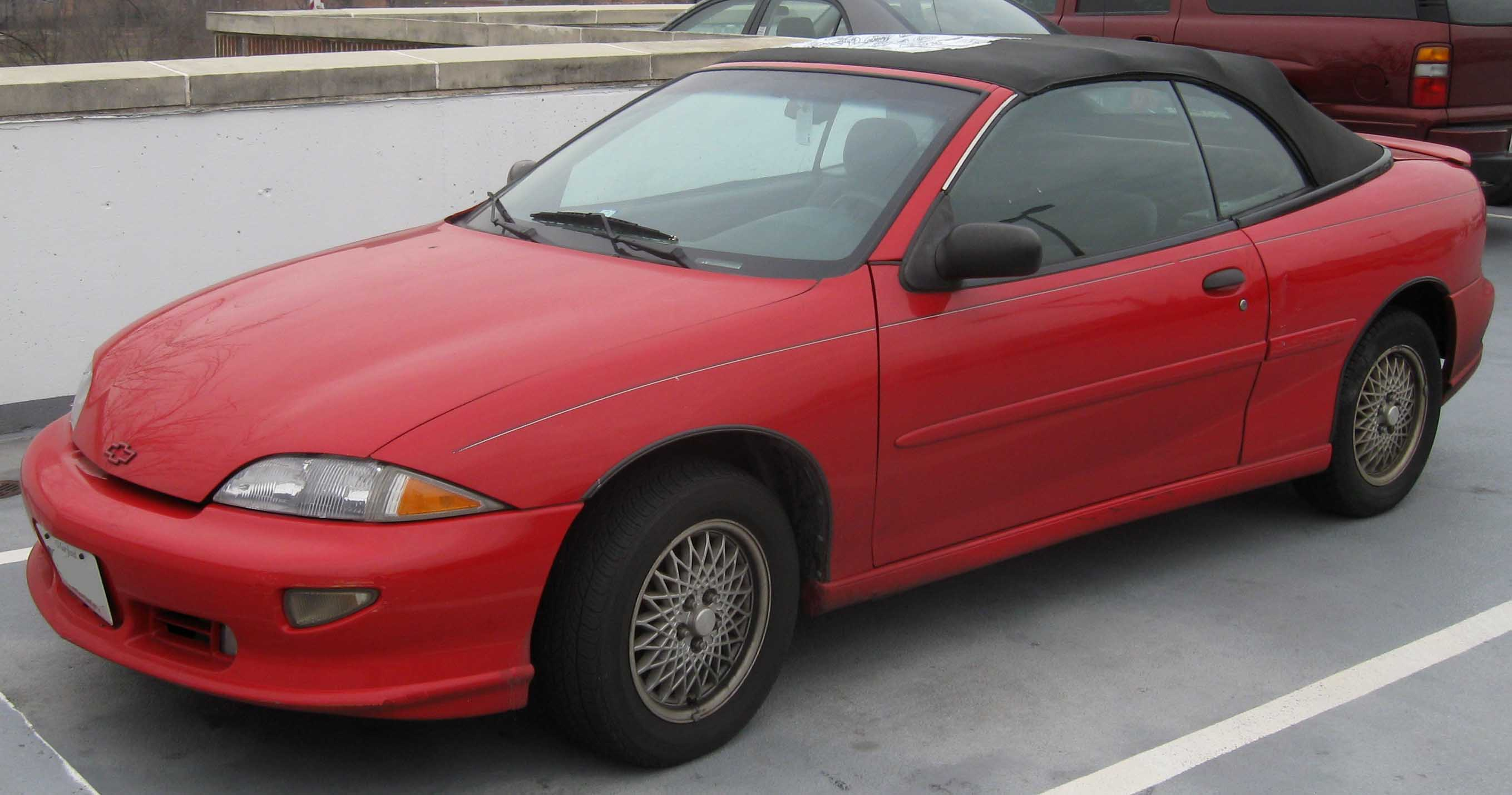
1995 és 1999 közötti kabrió
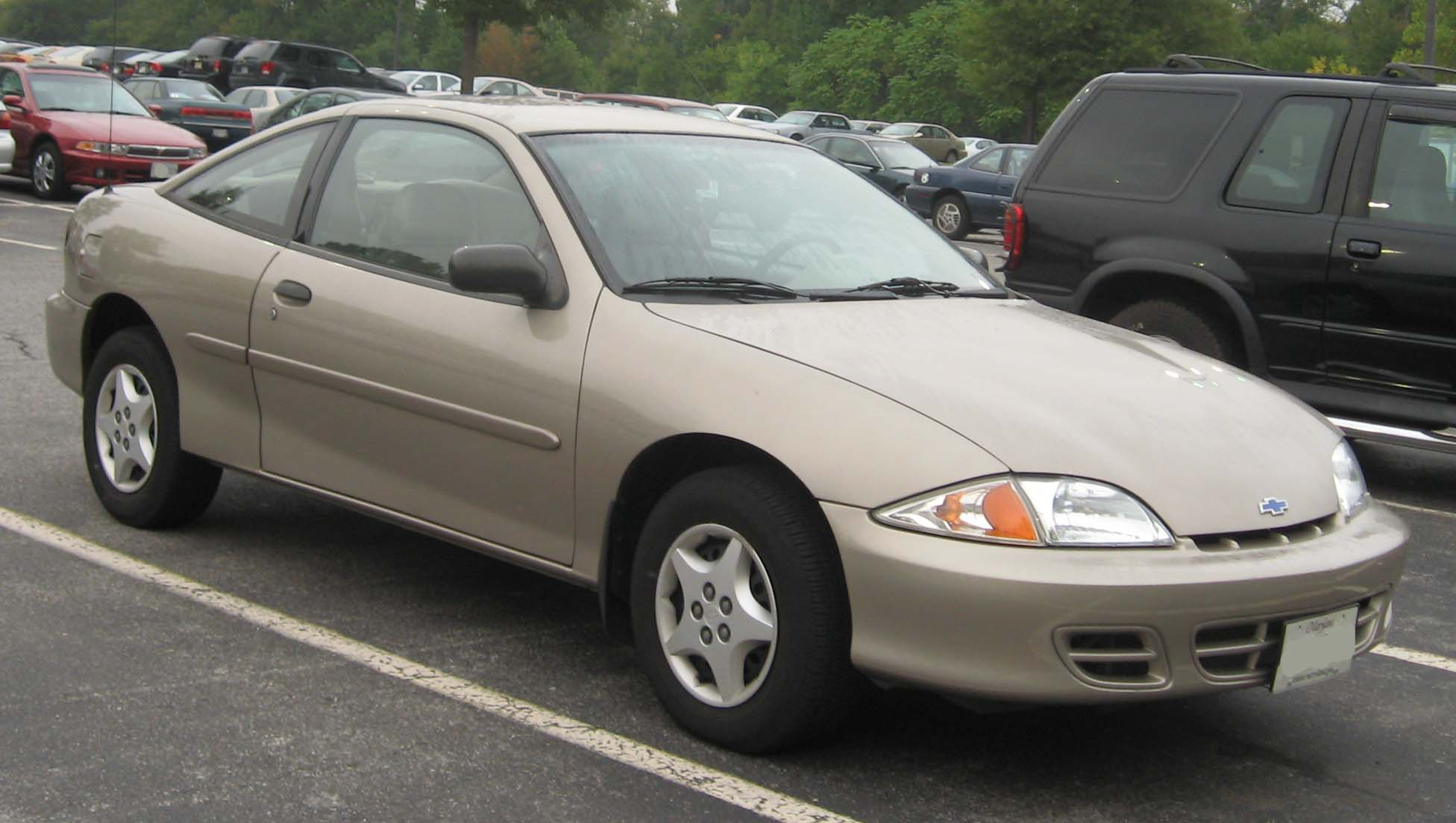
2000 és 2002 közötti kupé
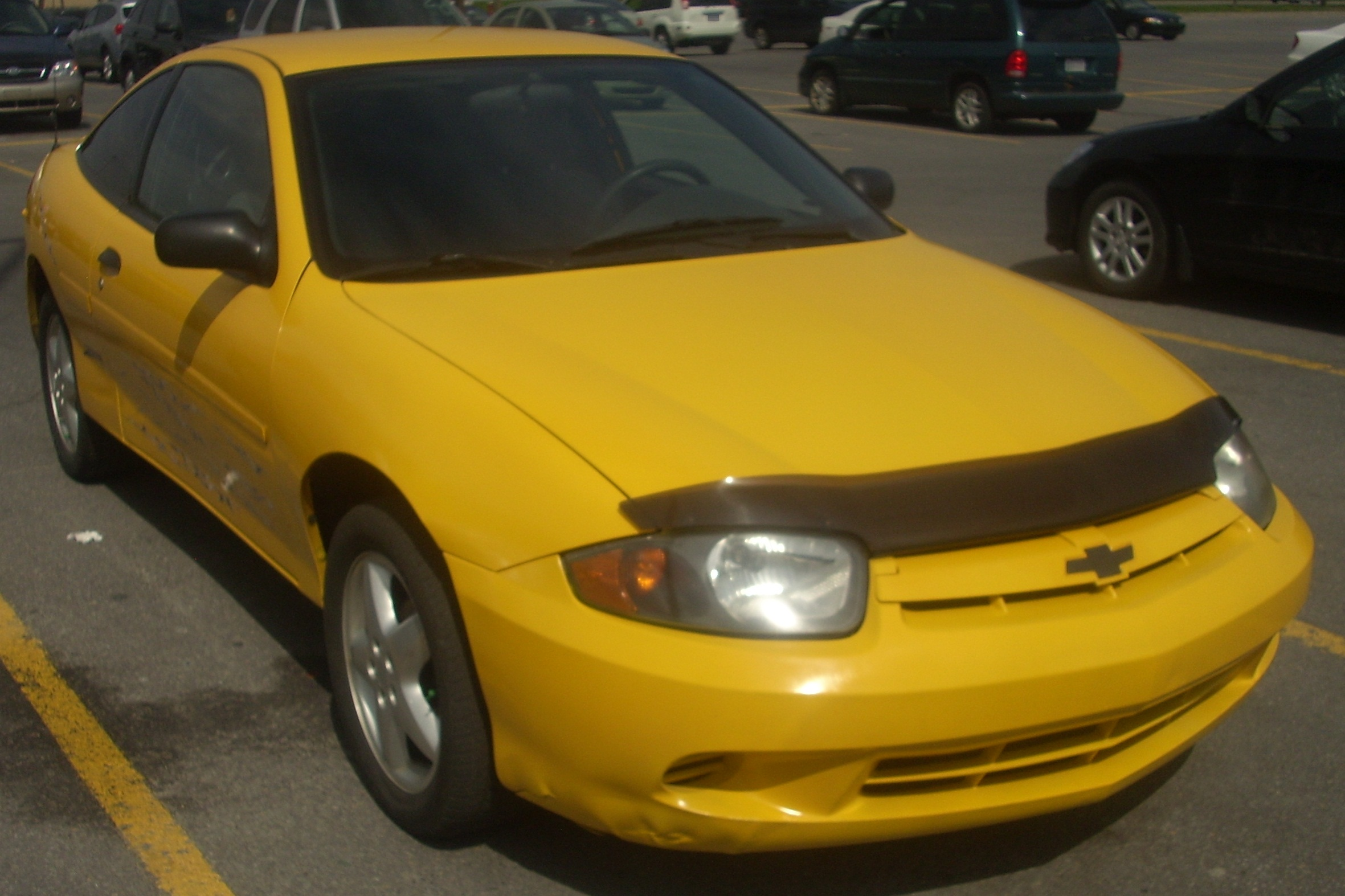
2003 utáni változat
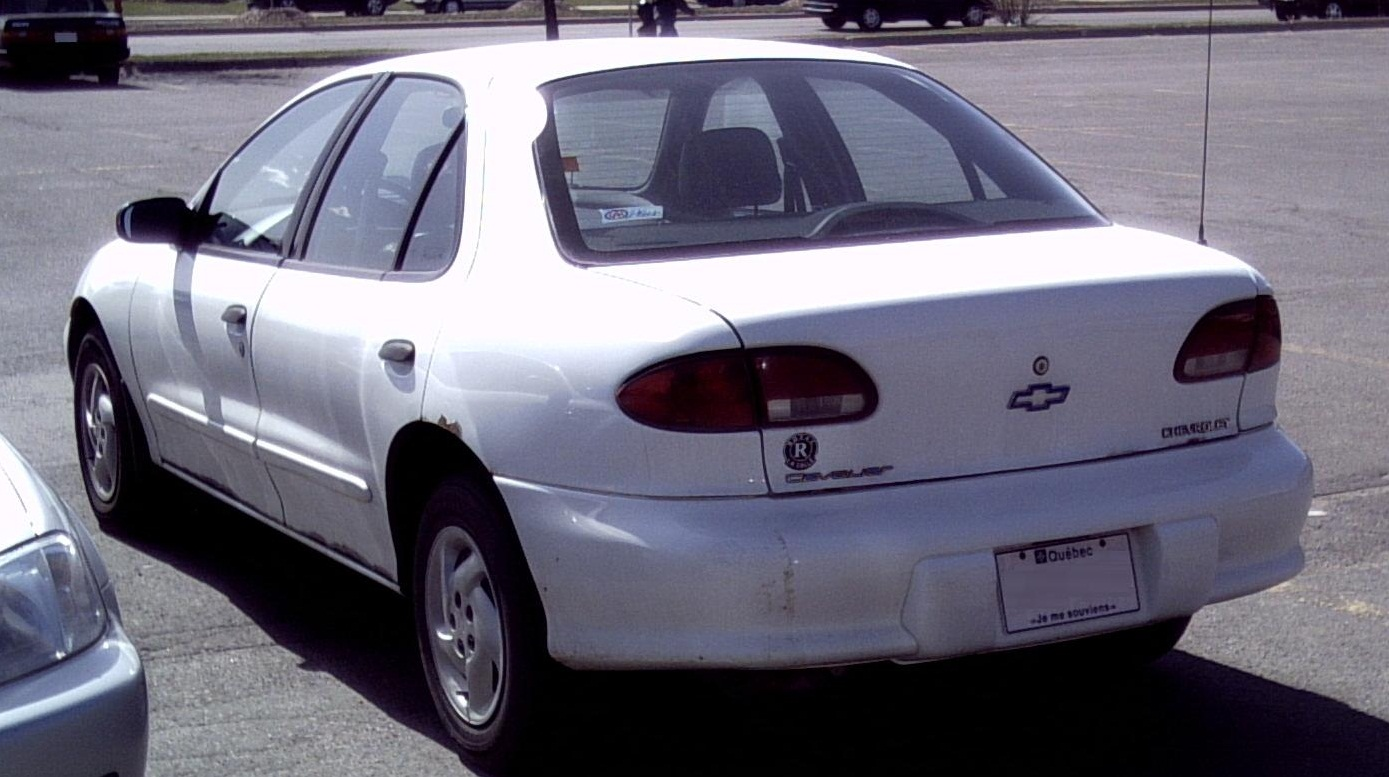
Cavalier szedán hátulról
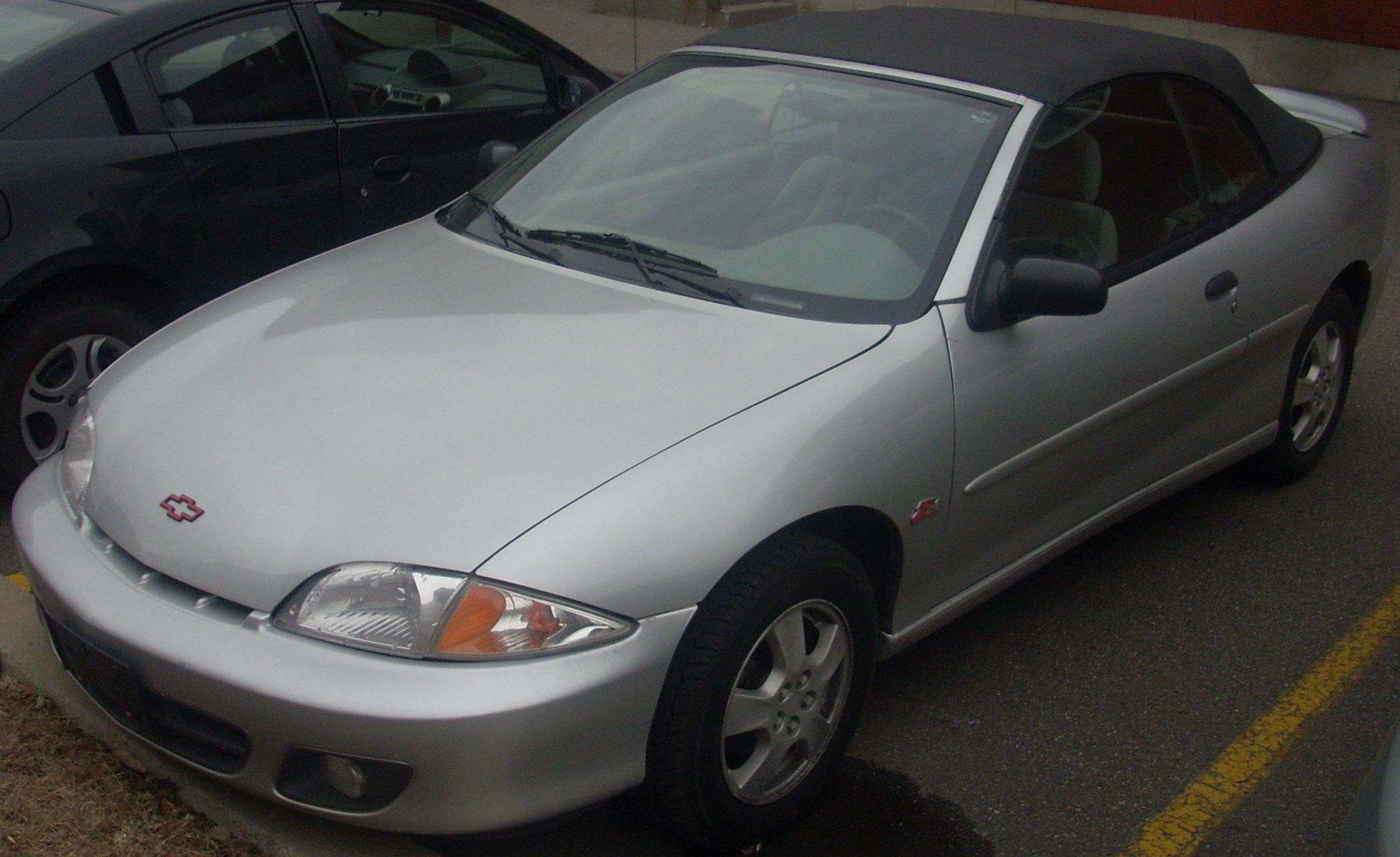
2000 utáni kabrió

## Toyota Cavalier

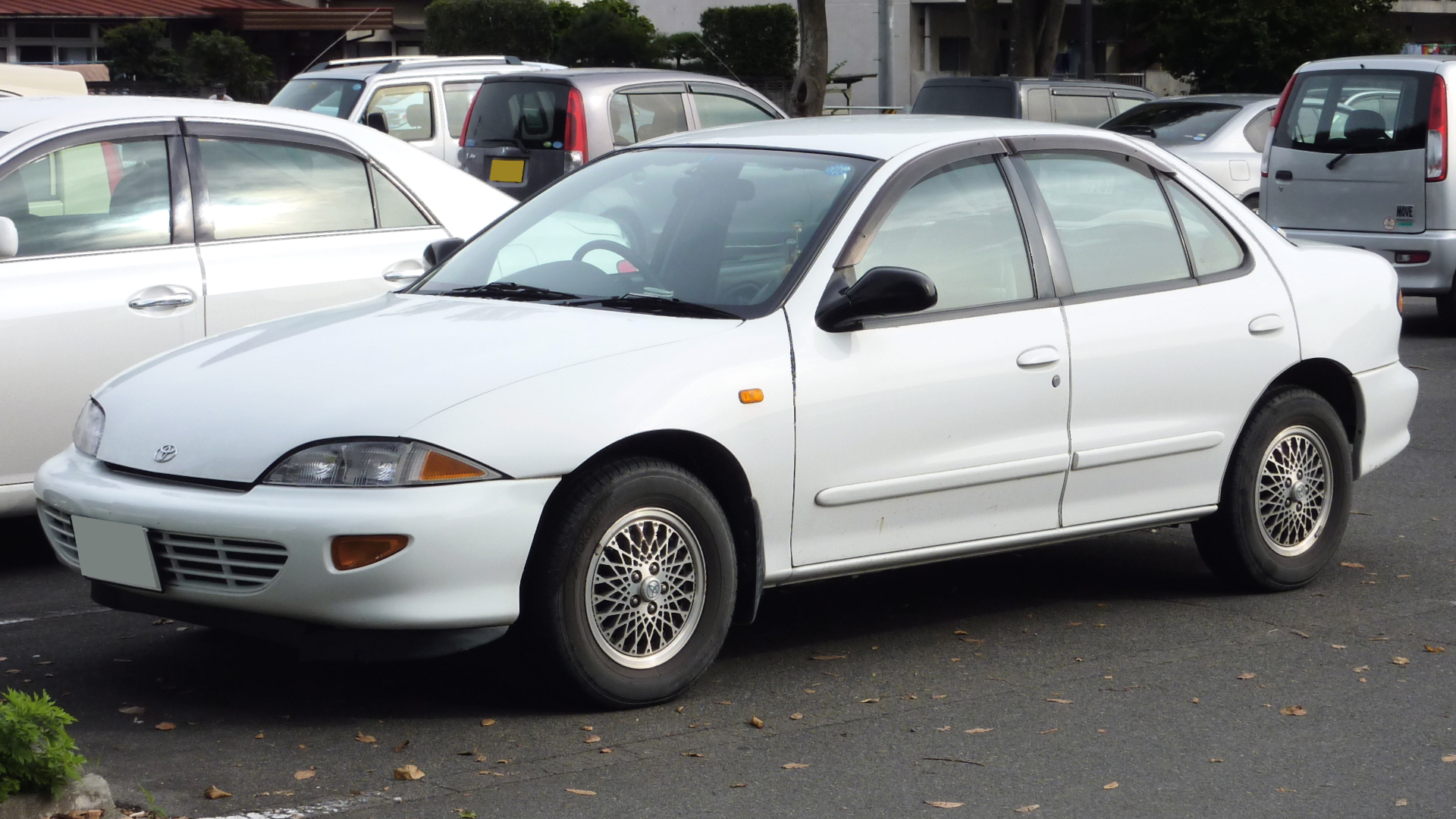
Japán Toyota Cavalier, a plusz oldalsó irányjelzőkkel

A Chevrolet Cavalier harmadik generációját rövid ideig Toyota márkanév alatt árulták Japánban egy megállapodás részeként, mely során Toyota Sprinterek érkeztek az Egyesült Államokba, amiket a General Motors szintén saját márkanévvel, Geo Prizmként értékesített. Amellett, hogy a Japánba exportált darabok jobbkormányosak voltak, sok más kisebb részletben is eltértek az amerikai változattól, például bőr huzat került a váltógombra, a kormánykerékre és a kézifékkarra is. Emellett az első sárvédőelemek szélesebbek lettek, borostyánsárga indexburákat kapott a kocsi, hogy megfeleljen a japán előírásoknak, ráadásul a sárvédőelemekre is kerültek irányjelzők. A Toyota Cavalier-hez továbbá elektromosan állítható tükrök és színes kárpitú ülések is jártak, a csomagtartó belsejébe szintén került kárpit, a hátsó ülésekben pedig beépített, lehajtható könyöktámasz volt. Az 1998 februárja és decembere között gyártott autók bőrbelsővel voltak kaphatóak és mindegyikbe automata sebességváltó került. Minden japán exportra készülő változat a Pontiac Sunfire kerekeit kapta. A Toyota Cavalier 2.4G és 2.4Z felszereltségi szintekben volt kapható és csakúgy, mint a Chevrolet márkanév alatt gyártott változat, 2000-ben ez is átesett egy modellfrissítésen. Ekkor megújult a műszerfal középkonzolja és kissé átalakult a fényszóró, a motorháztető, az első lökhárító és a hátsólámpa, valamint új színek is megjelentek a kínálatban. A Toyota Racing Development egyedi spoilereket és hátsó szárnyat készített a kocsihoz. Ez az optikai tuningcsomag kizárólag Japánban volt megvásárolható.

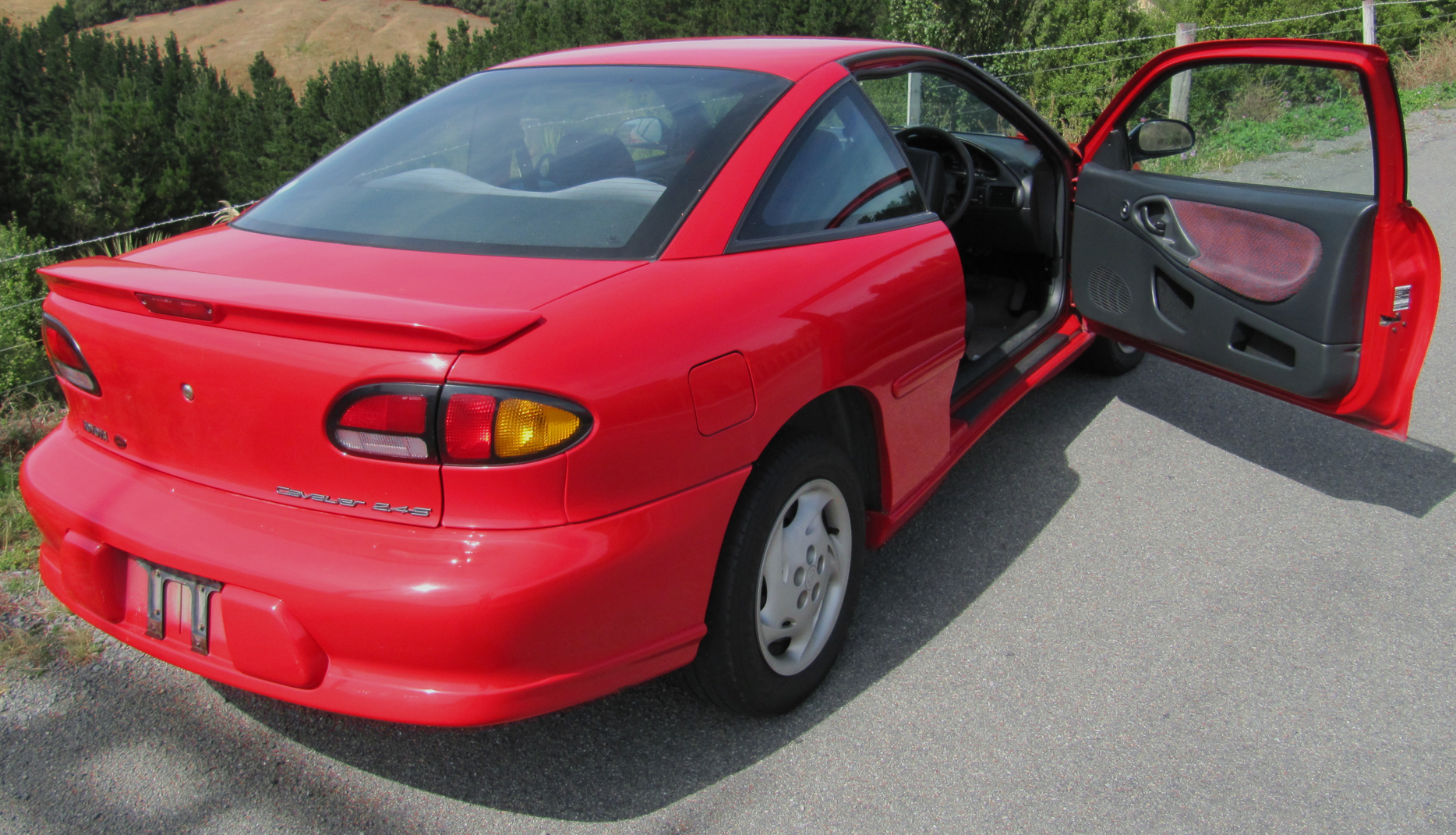
Toyota Cavalier kupé hátulról

A Toyota Cavalier teljes mértékben az Egyesült Államokban készült és 1995 és 2000 között volt kapható. 1995-ben még a 2,3 literes motorral készült a kocsi, 1996-tól viszont már a 2,4 literessel szerelték, egészen a gyártás befejezéséig. Az autó hengerűrtartalma és szélessége miatt meghaladta a kompakt kategória határait a japán szabályok szerint, így magasabb biztosítási és adókategóriába került, ami az eladásokon is meglátszott. A kupé újonnan 2 millió, míg a szedán 1,81 millió japán jenbe került.
A szokásosnál magasabb regisztrációs és egyéb költségek miatt a Cavalier-ket gyakran továbbexportálták más országokba, leggyakrabban Ausztráliába és Új-Zélandra. Az autó gyártása és értékesítése 2000 nyarán befejeződött. Annak ellenére, hogy a Toyota komoly erőfeszítéseket tett a modell népszerűsítésének érdekében, a japán vásárlóközönség körében nem aratott nagy sikert, mivel az összeszerelés minősége alacsonyabb volt a Japán autók esetében megszokottnál. A sikertelenség másik oka az volt, hogy a kocsi akkor jelent meg a piacon, amikor japánban egyre romlott a gazdasági helyzet a buborékgazdaság összeomlásának köszönhetően.
Nem a Toyota árult elsőként Cavalier-t Japánban, a Yanase Co., Ltd. már a második világháború befejeződése óta importált amerikai és európai autókat, melyek között a Chevrolet Cavalier is megtalálható volt. Amikor a Toyota elkezdte saját márkanév alatt árulni az autót, a Yanase kénytelen volt beszüntetni a General Motors modellek behozatalát, de 2000 után tovább folytatta tevékenységét.

## Biztonság
A harmadik generációs Chevrolet Cavalier nem szerepelt jól az amerikai autópályák biztonságáért felelős szervezet, az Insurance Institute for Highway Safety (IIHS) és az amerikai közlekedési hatóság, a National Highway Traffic Safety Administration (NHTSA) töréstesztjein. Az IIHS kockázati statisztikái szerint ráadásul az autó a legtöbb halálesetet okozó személyautók közé tartozik.
Az NHTSA által 2005-ben, a kupé változaton végzett töréstesztek értékelése:
- Vezetővédelem frontális ütközésnél:
- Utasvédelem frontális ütközésnél:
- Vezetővédelem oldalirányú ütközésnél:  *komoly biztonsági kockázat*
- Hátsó utas védelme oldalirányú ütközésnél:
- Védelem borulásnál:

Az IIHS által 2002-ben, a szedán változaton végzett töréstesztek értékelése
- Vezetővédelem frontális ütközésnél:
- Utasvédelem frontális ütközésnél:
- Vezetővédelem oldalirányú ütközésnél:  *komoly biztonsági kockázat*
- Hátsó utas védelme oldalirányú ütközésnél:
- Védelem borulásnál:

## A gyártás helye
A legtöbb Cavalier a lordstowni üzemben készült, emellett gyártották még az autót South Gate-ben, Kaliforniában (csak az 1982-es modellévben), Lansingben, Michiganben (az 1996 és 1998 közötti kupékat, valamint az 1996 és 2000 közötti kabriókat), Janesville-ben, Wisconsin államban, a Missouri állambeli Kansas Cityben és Mexikóban, Ramos Arzipében.
A gyártás hivatalosan 2004. október 6-án fejeződött be.

## Eladási adatok az Egyesült Államokban
- 58 904  - 1982
- 268 587 – 1983
- 462 611 – 1984
- 383 752 – 1985
- 432 101 – 1986
- 346 254 – 1987
- 322 939 – 1988
- 376 626 – 1989
- 310 501 – 1990
- 326 847 – 1991
- 225 633 – 1992
- 251 590 – 1993
- 254 426 – 1994
- 151 669 – 1995
- 261 686 – 1996
- 315 136 – 1997
- 238 861 – 1998

Az eladási adatok az Edmunds.com és az Autoworld.com statisztikáiból származnak.

## Motorok
- 1982: 1,8 literes, soros négyhengeres OHV, dupla karburátoros, 88 lóerős
- 1982–1984: 2,0 literes, soros négyhengeres OHV, dupla karburátoros, 90 lóerős
- 1983–1989: 2,0 literes, soros négyhengeres OHV, központi üzemanyag-befecskendezésű, 86 lóerős (1983–1984), 88 lóerős (1985–1986), 90 lóerős (1987–1989)
- 1985–1989: 2,8 literes, V6-os OHV, többpontos üzemanyag-befecskendezésű, 120-130 lóerős
- 1990–1994: 2,8 literes, V6-os OHV, többpontos üzemanyag-befecskendezésű, 130 lóerős (csak Mexikóban és Venezuelában, a kolumbiai változat 116 lóerős volt)
- 1990–1991: 2,2 literes, soros négyhengeres OHV, központi üzemanyag-befecskendezésű, 95 lóerős
- 1990–1994: 3,1 literes, V6-os OHV, többpontos üzemanyag-befecskendezésű, 140 lóerős
- 1992–2002: 2,2 literes, soros négyhengeres OHV, többpontos üzemanyag-befecskendezésű, 110 lóerős (1994–1997), 115 lóerős (1998–2002)
- 1995: 2,3 literes, soros négyhengeres DOHC, többpontos üzemanyag-befecskendezésű, 150 lóerős
- 1996–2002: 2,4 literes, soros négyhengeres DOHC, szekvenciális üzemanyag-befecskendezésű, 150 lóerős
- 2002–2004: 2,2 literes, soros négyhengeres DOHC Ecotec, szekvenciális üzemanyag-befecskendezésű, 140 lóerős

## Külső hivatkozások
- GM J-alváz rajongói oldal
- Z24 V6 rajongói oldal
- Cavalier-klub
- Kanadai J-alváz rajongói oldal
- Orosz rajongói oldal Archiválva 2013. június 4-i dátummal a Wayback Machine-ben